# Kitlope Range
Kitlope Range är ett berg i Kanada.   Det ligger i provinsen British Columbia, i den sydvästra delen av landet, 3 800 km väster om huvudstaden Ottawa. Toppen på Kitlope Range är 772 meter över havet.
Terrängen runt Kitlope Range är mycket bergig. Trakten runt Kitlope Range är nära nog obefolkad, med mindre än två invånare per kvadratkilometer.. Det finns inga samhällen i närheten.
Trakten runt Kitlope Range består i huvudsak av gräsmarker.